# عجیابات
عجیابات (به لاتین: Eceabat) یک سکونتگاه مسکونی در ترکیه است که در استان چناق‌قلعه واقع شده‌است.

## خصوصیات
عجیابات ۰ متر بالاتر از سطح دریا واقع شده‌است.